# 伯舒拉岭隧道
伯舒拉岭隧道位于川藏铁路八宿站和普宗站之间，横穿横断山脉最西的山脉伯舒拉岭，全长26,360米。